# Множник Ланде
Множник Ланде (гіромагнітний множник, іноді також g-фактор) — множник у формулі для розщеплення рівнів енергії в магнітному полі, що визначає масштаб розщеплення у відносних одиницях. Окремий випадок загальнішого g-фактора.

## Поведінка атома в магнітному полі
Множник Ланде визначають за формулою
{\displaystyle g=1+{\frac {J(J+1)-L(L+1)+S(S+1)}{2J(J+1)}}}
де L — значення орбітального моменту атома, S — значення спінового моменту атома, J — значення повного моменту. Ця формула справедлива у разі LS-зв'язку, тобто легких атомів. Вперше її ввів німецький фізик А. Ланде 1921 року при дослідженні спектра випромінювання атомів, поміщених у магнітне поле. Роботи Ланде були продовженням робіт П. Зеемана, тому ефект, продемонстрований в експерименті Ланде, називають аномальним ефектом Зеемана. При цьому Зееман вважав L=J, S=0, тому g=1, і жодної потреби у множниках не виникало. Множник Ланде визначає відносну величину магнітомеханічного відношення.

## Анізотропія
У багатоелектронних атомах стає важливою взаємодія спінового та орбітального механічного моментів. LS-зв'язок призводить до розщеплення спектру вільного атома та впливу симетрії кристалічної ґратки на спіни в атомах твердого тіла. Для аналітичного врахування спін-орбітальну взаємодію та внесок взаємодії з магнітним полем розглядають як збурення у формі
{\displaystyle V=-\xi \mathbf {L} \mathbf {S} -\mu _{B}\mathbf {H} (2\mathbf {S} +\mathbf {L} )} ,
де ξ — константа спін-орбітального зв'язку, L — оператор механічного моменту, S — оператор спіну, {\displaystyle \mu _{B}} — магнетон Бора, H — напруженість магнітного поля. Оскільки основний стан {\displaystyle |0\rangle } не вироджений, середнє значення механічного моменту для нього дорівнює нулю:
{\displaystyle \langle 0|\mathbf {L} |0\rangle =0.}
Тому в першому порядку теорії збурень надбавка до енергії визначається лише взаємодією з магнітним полем:
{\displaystyle \Delta E^{1}=2\mu _{B}\mathbf {H} \mathbf {S} .}
Другий порядок теорії збурень приводить до поправки вигляду
{\displaystyle \Delta E^{2}=-\sum _{\mu \nu }[\xi ^{2}\Lambda _{\mu \nu }S_{\mu }S_{\nu }+2\xi \mu _{B}H_{\mu }S_{\nu }+\mu _{B}^{2}\Lambda _{\mu \nu }H_{\mu }H_{\nu }].}
Тут {\displaystyle \Lambda _{\mu \nu }=\sum _{n}{\frac {\langle n|L_{\mu }|0\rangle \langle 0|L_{\nu }|n\rangle }{E_{n}-E_{0}}}}, а індекси μ і ν пробігають просторові координати x, y, z. З урахуванням поправок гамільтоніан невиродженого основного стану набуває вигляду
{\displaystyle {\mathcal {H}}=\sum _{\mu \nu }[2\mu _{B}H_{\mu }(\delta _{\mu \nu }-\xi \Lambda _{\mu \nu })S_{\nu }-\xi ^{2}\Lambda _{\mu \nu }S_{\mu }S_{\nu }-\mu _{B}^{2}\Lambda _{\mu \nu }H_{\mu }H_{\nu }].}
де δ μν — символ Кронекера. У ньому перший доданок є зееманівською енергією, а
{\displaystyle g_{\mu \nu }=2(\delta _{\mu \nu }-\xi \Lambda _{\mu \nu })}
є виразом для множника Ланде з урахуванням анізотропії, що вноситься спін-орбітальною взаємодією. Другий доданок у гамільтоніані відповідає так званій одноіонній анізотропії, а третій є наслідком теорії збурень другого порядку і дає парамагнітну сприйнятливість, не залежну від температури (парамагнетизм ван Флека).